# Église Saint-Martin de Mont-Saint-Martin (Meurthe-et-Moselle)
Pour les articles homonymes, voir Église Saint-Martin de Mont-Saint-Martin.
L'église Saint-Martin de Mont-Saint-Martin est un édifice situé dans la ville de Mont-Saint-Martin, en Meurthe-et-Moselle en France.

## Histoire
Mentionnée pour la première fois en 1096, l'église fut reconstruite au milieu du XIIe siècle et voûtée ou revoûtée vers 1200. Le prieuré de bénédictins, dépendant de l'abbaye Saint-Vanne de Verdun, donné en 1599 aux jésuites de Verdun, fut reconstruit en 1753 (date portée) et repercé au XIXe siècle. Une sacristie fut ajoutée dans la seconde moitié XIXe siècle. 
L'église est classée au titre des monuments historiques par la liste de 1889.
L’église fut restaurée à plusieurs reprises, en particulier de 1895 à 1898, de 1898 à 1904 et en 1928, puis désaffectée au profit de l'église paroissiale Saint-Barthélémy sans doute peu après la construction de celle-ci en 1929. 

## Description

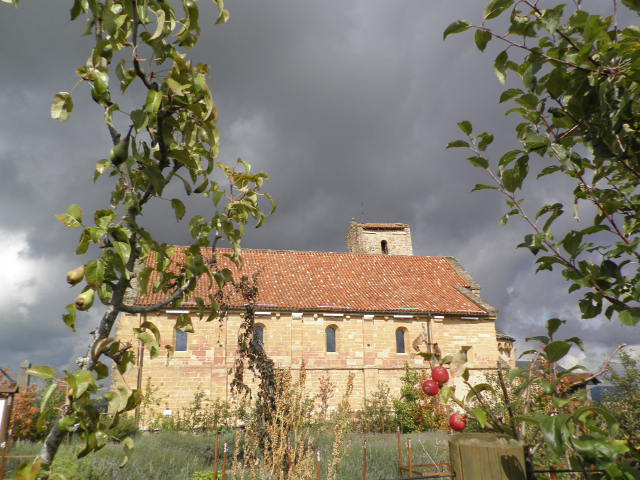
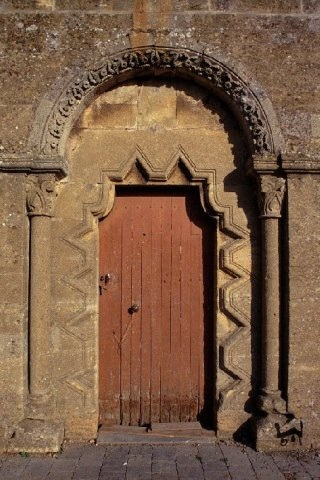